# Военна техника
Военната техника се състои от превозни средства и различна апаратура, които се използват при военни действия. Военната техника трябва да отговаря на специални изисквания, за да постигне оптимална производителност и надеждност в бойни условия. Така например, танковете и военните самолети са бронирани, за да устояват на вражески огън. Друго често използвано средство е радарът, който помага на наблюдаващия го да засече приближаващи към него обекти.

## Класификация и примери
- Самолети
  - Бомбардировач/Ракетоносец — Ту-22М3
  - Изтребител – МиГ-29
  - Щурмовик – Су-25
  - Военно-транспортен самолет – Ан-12
  - Самолет със специално предназначение
    - Самолет за ДРЛОиУ – AWACS, А-50 „Шмель“
    - Самолет поставящ заглушаване Ан-12ПП
- Вертолети
  - Боен вертолет (Ударен) – Ка-50 „Чёрная акула“, Ми-28 „Ночной охотник“
  - Транспортен (десантен) вертолет – Ми-8
  - Специален вертолет – Ка-31
- Артилерия
  - Гаубица – М-30, Д-1
  - Зенитно оръдие
  - Миномет
  - Оръдие – ЗИС-3
- Зенитни комплекси
  - Зенитна самоходна установка – ЗСУ-23-4 „Шилка“
  - Зенитен ракетно-оръдеен комплекс – „Тунгуска-М1“, „Панцирь-С1“
  - Зенитен ракетен комплекс – „Круг“, „Куб“ „Бук“, „Тор“
  - Зенитна ракетна система – С-25 „Беркут“, С-75, С-125, С-200, семейство ЗРС С-300, С-400
- Бронетехника
  - БМП – БМП-1, БМП-2, БМП-3
  - БМД – БМД-1, БМД-2, БМД-3, БМД-4
  - БТР – БТР-152, БТР-60, БТР-80, БТР-90 „Росток“
  - Танк Т-34
- Ракетно оръжие
  - Според максималната далекобойност
    - Стратегическа ракета – Р-36М2 „Войвода“
    - Оперативна ракета – РТ-21М „Пионер“
    - Тактическа ракета – 9К79 „Точка“

  - Според характера на полета
    - Крилата ракета – Томахоук
    - Балистична ракета – Р-1

  - Според предназначението
    - Зенитна ракета – В-750 за ЗРК С-75 „Двина“
    - Противокорабна ракета Х-35 „Уран“

  - Според базирането
    - Авиационна ракета
      - Ракета въздух-въздух – Р-60
      - Ракета въздух-земя – Х-25

  - Според управлението
    - Управляема ракета – СНАРС-250
    - Неуправляема ракета – РС-132 за БМ-13 Катюша
- Стрелково оръжие
  - Автомат – АК
  - Винтовка
    - Мосин (Mosin-Nagant) обр.1891
    - Автоматична винтовка – АВС-36
    - Самозарядна винтовка – СВТ-40
    - Снайперска винтовка – СВД

  - Карабина
  - Гранатомет
    - Автоматичен гранатомет – АГС-17 „Пламя“
    - Подцевен гранатомет – ГП-25
    - Ръчен противотанков гранатомет – РПГ-7

  - Късоцевно оръжие
    - Пистолет
      - Автоматичен пистолет – АПС
      - Картечен пистолет – ППШ

    - Револвер – Револвер система Наган

  - Картечница – ПК
- Флот
  - Самолетоносач – USS „Роналд Рейгън“ (CVN-76)
  - Броненосец – „Потемкин“
  - Крайцер – „Аврора“
  - Линеен кораб – „Марат“
  - Линеен крайцер – „Киров“
  - Фрегата (Стражеви кораб)
  - Ескадрен миноносец – „Дръзки“